# Антимусульманские погромы в Мьянме (2012)
Антимусульманские погромы в Мьянме — события, произошедшие с апреля 2012 года по декабрь 2013 года в Мьянме, когда в ходе очередного массового убийства в десятки тысяч человек мусульманского вероисповедания-рохинджа в штате Ракхайн на западе страны, сотни тысяч вынуждены были покинуть штат, множество жилищ мусульман и мечетей было разрушено или сожжено. Правительство заблоговременно отобрало у рохинджа все мобильные телефоны, фотоаппараты и кинжалы длиннее ладони во избежание отпора и освещения в СМИ.

## Начало волнений
По заявлениям буддистов-араканцев (араканцы — этническая группа, проживающая в штате Ракхайн), волнения начались после гибели 26-ти летней женщины-буддистки, но по мнению исламской организации «Global Islamic Media Front» (организация аффилированная с различными террористическими группами, в том числе и с Аль-Каида ) , обвинения были ложными . В последние месяцы перед конфликтом араканские экстремисты и ксенофобы проводили пропагандистскую акцию против рохинджа, как внутри, так и за пределами Бирмы, используя старый лозунг: «Рохинджа — не национальность в Бирме. Они — нелегальные мигранты из Бангладеш».
20 марта 2012 года в городе Мейтхила в центре Мьянмы начались погромы мусульманских домов, число жертв превысило 30 человек, были сожжены 4 местных мечети, власти страны вывели на улицы патрульные отряды, часть города, где проживали мусульмане, была полностью уничтожена.
22 марта 2012 года в городе и трех близлежащих поселках было введено чрезвычайное положение после двухдневных антимусульманских погромов, в ходе которых было убиты 43 человека, а 12 тысяч были вынуждены бежать из города, подавляющее большинство из них были мусульманами, сожжены 1594 дома.

## Последствия
- По данным представительства ООН в Рангуне со ссылкой на бирманские власти, в результате массового убийства буддистами мусульман рохинджа в штате Ракхайн на западе страны сотни тысяч человек стали беженцами, в виду отсутствия переписи число погибших до сих пор не подсчитано.